# 赤いブランケットの上で眠る少女
『赤いブランケットの上で眠る少女』（あかいブランケットのうえでねむるしょうじょ、露:Спящая девочка на красном одеяле）は、ロシアの画家ジナイーダ・セレブリャコワの1923年の絵画で、一番下の10歳の娘エカチェリーナが描かれている。この絵画は、1924年にニューヨークで開かれた展覧会で、ソビエト芸術を代表する作品として紹介された（展覧会のカタログでは、666番にナンバリングされた）。『眠る少女』（ねむるしょうじょ、露:Спящая девочка）、『眠る少女の習作』（ねむるしょうじょのしゅうさく、露:Этюд со спящей девочкой、英語: Study of a sleeping girl）という名前でも知られている。絵の左下隅には二行で「З. Серебрякова 1923」と署名と年号が記されている。

## 歴史
『赤いブランケットの上で眠る少女』はセレブリャコワの作品として展覧会のカタログに掲載された初めての作品であり、ポストカードにもなった。ニューヨークの展覧会の最終日の前日である4月19日には、ロシア臨時政府の大使ボリス・バフメチェフが『赤いブランケットの上で眠る少女』を500ドルで購入した。展覧会では、『青いブランケットの上で眠る少女』という二作目も出品されていたが、売れることはなくソ連に返送された。展覧会から得た収入でセレブリャコワは家族を養うことが出来た。同年の8月に、彼女はパリに行く機会を得た。
ジナイーダ・セレブリャコワの『赤いブランケットの上で眠る少女』は、2015年6月のサザビーズのオークションで、『眠る少女の習作』という名前でロット番号51で出品され、3,845,000ポンドで落札された。これは、400,000から600,000ポンドと見積もられていた予想落札額を遥かに上回り、セレブリャコワの作品で最も高額で取引された作品となった。バイヤーは匿名だった。

## 特徴
絵画は異なった新鮮さ、大らかさ、清らかさが表現されている。女性の身体の美しさはセレブリャコワの作品の重要な主題の一つだった。2007年に、美術史家のウラジーミル・クルグロフは、1920年代のジナイーダ・セレブリャコワが描いた子供のヌードについて記述している。『青いブランケットの上で眠る少女』は、ペテルゴフ博物館に所蔵されている。美術史家によれば、『赤いブランケットの上で眠る少女』は、セレブリャコワがロシアで過ごした時代における最後の力作の一つであり、フランスで制作された一連の裸の少女を題材とした作品の前触れと考えられている。